# Rieti Meeting 2009
Il Rieti Meeting 2009 è stata la trentanovesima edizione del meeting reatino, uno degli appuntamenti più importanti per quanto riguarda l'atletica leggera in Italia, parte del calendario dello IAAF Grand Prix; l'edizione 2009 ha visto al via diversi nomi importanti dell'atletica mondiale soprattutto nelle specialità veloci come i 100 metri piani.

## Risultati maschili

### 100 mt
| Pos. | Atleta            | Nazione                  | Tempo |
| ---- | ----------------- | ------------------------ | ----- |
| 1    | Asafa Powell      | Giamaica (bandiera)      | 9.99  |
| 2    | Nesta Carter      | Giamaica (bandiera)      | 10.08 |
| 3    | Simeon Williamson | Gran Bretagna (bandiera) | 10.18 |
| 10   | Roberto Donati    | Italia (bandiera)        | 10.54 |
| 11   | Simone Collio     | Italia (bandiera)        | 10.57 |

### 200 mt
| Pos. | Atleta            | Nazione                     | Tempo |
| ---- | ----------------- | --------------------------- | ----- |
| 1    | Wallace Spearmon  | Stati Uniti (bandiera)      | 20.27 |
| 2    | Nickel Ashmeade   | Giamaica (bandiera)         | 20.54 |
| 3    | Brendan Christian | Antille Olandesi (bandiera) | 20.57 |
| 8    | Roberto Donati    | Italia (bandiera)           | 21.03 |

### 400 mt
| Pos. | Atleta          | Nazione                | Tempo |
| ---- | --------------- | ---------------------- | ----- |
| 1    | Robert Tobin    | Regno Unito (bandiera) | 45.30 |
| 2    | David Neville   | Stati Uniti (bandiera) | 45.39 |
| 3    | William Collazo | Cuba (bandiera)        | 45.44 |
| 7    | Matteo Galvan   | Italia (bandiera)      | 46.58 |

### 800 mt
| Pos. | Atleta               | Nazione              | Tempo   |
| ---- | -------------------- | -------------------- | ------- |
| 1    | David Lekuta Rudisha | Kenya (bandiera)     | 1:42.01 |
| 2    | Alfred Kirwa Yego    | Kenya (bandiera)     | 1:42.67 |
| 3    | Mbulaeni Mulaudzi    | Sudafrica (bandiera) | 1:42.86 |
| 8    | Lukas Rifesser       | Italia (bandiera)    | 1:46.94 |
| 9    | Livio Sciandra       | Italia (bandiera)    | 1:47.24 |

### 1500 mt
| Pos. | Atleta                 | Nazione                | Tempo   |
| ---- | ---------------------- | ---------------------- | ------- |
| 1    | William Biwott Tanui   | Kenya (bandiera)       | 3:33.00 |
| 2    | Leonel Manzano         | Stati Uniti (bandiera) | 3:33.33 |
| 3    | Geoffrey Kipkoech Rono | Kenya (bandiera)       | 3:33.59 |
| 13   | Christian Obrist       | Italia (bandiera)      | 3:40.35 |

### 3000 mt
| Pos. | Atleta               | Nazione           | Tempo   |
| ---- | -------------------- | ----------------- | ------- |
| 1    | Joseph Kitur Kiplimo | Kenya (bandiera)  | 7:31.20 |
| 2    | Sammy Alex Mutahi    | Kenya (bandiera)  | 7:31.41 |
| 3    | Edwin Cheruiyot Soi  | Kenya (bandiera)  | 7:31.48 |
| 16   | Daniele Meucci       | Italia (bandiera) | 7:50.53 |

### 110 hs
| Pos. | Atleta           | Nazione             | Tempo |
| ---- | ---------------- | ------------------- | ----- |
| 1    | Dwight Thomas    | Giamaica (bandiera) | 13.36 |
| 2    | Maurice Wignall  | Giamaica (bandiera) | 13.48 |
| 3    | Jackson Quiñónez | Spagna (bandiera)   | 13.49 |
| 8    | Andrea Alterio   | Italia (bandiera)   | 14.15 |

### Salto con l'asta
| Pos. | Atleta             | Nazione                | Dist. |
| ---- | ------------------ | ---------------------- | ----- |
| 1    | Viktor Chistiakov  | Russia (bandiera)      | 5.52  |
| 2    | Maksym Mazuryk     | Ucraina (bandiera)     | 5.52  |
| 3    | Derek Miles        | Stati Uniti (bandiera) | 5.37  |
| 4    | Jeremy Scott       | Stati Uniti (bandiera) | 5.37  |
| NM   | Giuseppe Gibilisco | Italia (bandiera)      |       |

### Salto triplo
| Pos. | Atleta            | Nazione             | Dist. |
| ---- | ----------------- | ------------------- | ----- |
| 1    | Leevan Sands      | Bahamas (bandiera)  | 16.77 |
| 2    | Arnie David Girat | Cuba (bandiera)     | 16.67 |
| 3    | Momchil Karailiev | Bulgaria (bandiera) | 16.61 |
| 4    | Fabrizio Schembri | Italia (bandiera)   | 16.56 |
| 10   | Daniele Greco     | Italia (bandiera)   | 16.06 |

## Risultati femminili

### 100 mt
| Pos. | Atleta             | Nazione                | Tempo |
| ---- | ------------------ | ---------------------- | ----- |
| 1    | Shelly-Ann Fraser  | Giamaica (bandiera)    | 11.18 |
| 2    | Sherone Simpson    | Giamaica (bandiera)    | 11.37 |
| 3    | Gloria Asumnu      | Stati Uniti (bandiera) | 11.52 |
| 5    | Anita Pistone      | Italia (bandiera)      | 11.86 |
| 6    | Martina Giovanetti | Italia (bandiera)      | 11.95 |

### 200 mt
| Pos. | Atleta            | Nazione                | Tempo |
| ---- | ----------------- | ---------------------- | ----- |
| 1    | Kerron Stewart    | Giamaica (bandiera)    | 22.62 |
| 2    | Shericka Williams | Giamaica (bandiera)    | 22.69 |
| 3    | Debbie Dunn       | Stati Uniti (bandiera) | 22.73 |

### 1500 mt
| Pos. | Atleta                   | Nazione                | Tempo   |
| ---- | ------------------------ | ---------------------- | ------- |
| 1    | Lisa Dobriskey           | Regno Unito (bandiera) | 4:01.23 |
| 2    | Maryam Yusuf Jamal       | Brunei (bandiera)      | 4:01.29 |
| 3    | Shannon Rowbury          | Stati Uniti (bandiera) | 4:03.46 |
| 14   | Agnes Tschurtschenthaler | Italia (bandiera)      | 4:17.64 |
| DNF  | Elisa Cusma Piccione     | Italia (bandiera)      |         |

### 3000 mt
| Pos. | Atleta                | Nazione            | Tempo   |
| ---- | --------------------- | ------------------ | ------- |
| 1    | Sylvia Jebiwott Kibet | Kenya (bandiera)   | 8:43.93 |
| 2    | Kalkidan Gezahegne    | Etiopia (bandiera) | 8:44.33 |
| 3    | Mercy Cherono         | Kenya (bandiera)   | 8:44.67 |
| 13   | Silvia Weissteiner    | Italia (bandiera)  | 9:03.42 |

### 100 hs
| Pos. | Atleta                 | Nazione                | Tempo |
| ---- | ---------------------- | ---------------------- | ----- |
| 1    | Brigitte Foster-Hylton | Giamaica (bandiera)    | 12.78 |
| 2    | Nickiesha Wilson       | Giamaica (bandiera)    | 12.84 |
| 3    | Damu Cherry            | Stati Uniti (bandiera) | 13.15 |
| 6    | Marzia Caravelli       | Italia (bandiera)      | 13.60 |

### 3000 siepi
| Pos. | Atleta                   | Nazione          | Tempo   |
| ---- | ------------------------ | ---------------- | ------- |
| 1    | Ruth Bisibori Nyangau    | Kenya (bandiera) | 9:13.92 |
| 2    | Milcah Chemos Cheywa     | Kenya (bandiera) | 9:21.81 |
| 3    | Gladys Jerotich Kipkemoi | Kenya (bandiera) | 9:22.42 |

### Salto in alto
| Pos. | Atleta              | Nazione                | Dist. |
| ---- | ------------------- | ---------------------- | ----- |
| 1    | Irina Gordeeva      | Russia (bandiera)      | 1.97  |
| 2    | Chaunté Howard Lowe | Stati Uniti (bandiera) | 1.94  |
| 3    | Viktoriya Klyugina  | Russia (bandiera)      | 1.91  |
| 7    | Raffaella Lamera    | Italia (bandiera)      | 1.77  |

### Salto in lungo
| Pos. | Atleta           | Nazione           | Dist. |
| ---- | ---------------- | ----------------- | ----- |
| 1    | Irina Meleshina  | Russia (bandiera) | 6.91  |
| 2    | Tatyana Lebedeva | Russia (bandiera) | 6.85  |
| 3    | Olga Kucherenko  | Russia (bandiera) | 6.77  |

### Lancio del disco
| Pos. | Atleta             | Nazione              | Dist. |
| ---- | ------------------ | -------------------- | ----- |
| 1    | Yarelis Barrios    | Cuba (bandiera)      | 64.95 |
| 2    | Zaneta Glanc       | Polonia (bandiera)   | 62.81 |
| 3    | Dani Samuels       | Australia (bandiera) | 61.60 |
| 7    | Laura Bordignon    | Italia (bandiera)    | 52.77 |
| 8    | Valentina Aniballi | Italia (bandiera)    | 48.47 |